# Carlotta Marchionni
Carlotta Marchionni (Pescia, 14 giugno 1796 – Torino, 1º febbraio 1861) è stata un'attrice teatrale italiana che ha interpretato tragedie di Vittorio Alfieri, Silvio Pellico, Carlo Marenco ed altri autori di testi d'ambientazione medievale ricchi di elementi sentimentali e patriottici.

## Biografia
Proveniente da una famiglia in discrete condizioni economiche con il padre Angelo modesto teatrante e la madre, la senese Elisabetta Baldesi, attrice ed apprezzata interprete dei testi di Alfieri, dopo aver studiato in collegio presso le Orsoline di Verona, iniziò a calcare le scene verso i quattordici anni nelle parti di ingenua e di generica, per approdare a soli 18-20 anni nella compagnia retta dalla madre e da altri tre attori noti dell'epoca, ricordata nelle riviste teatrali come Compagnia Belloni-Meraviglia o successivamente per il ruolo di prima attrice della Marchionni e per una riorganizzazione interna anche come Compagnia Marchionni.

## Interprete delle tragedie di Ludovico Di Breme e Silvio Pellico
Nel 1815 la Marchionni recitava presso il Teatro Lentasio di Milano, un teatro "minore" dell'epoca, quando venne notata dallo scrittore Ludovico Di Breme, «che ebbe per lui la prima e profonda sua passione» e interpretò al teatro comunale di Mantova la tragedia Ida che il Di Breme non pubblicò, dedicandosi ad altri progetti letterari come il romanzo Il Romitorio di Sant'Ida.
Nel 1815 Carlotta interpretò la Francesca da Rimini di Silvio Pellico andata in scena al Teatro Re di Milano il 18 agosto 1815.

## Il processo Pellico-Maroncelli e lo scioglimento della Compagnia Marchionni
L'arresto di Piero Maroncelli e Silvio Pellico, la morte di Ludovico Di Breme e il coinvolgimento di Angelo Canova, attore della Compagnia Marchionni, accusato di aver aderito alla Carboneria solo per aver portato una lettera compromettente e condannato per questo a cinque anni di carcere, segnano un punto di crisi, ma anche di svolta nella vita personale e nella carriera di Carlotta Marchionni. Antonio Salvotti, giudice istruttore nel processo Pellico-Maroncelli, sequestrò all'epoca diverse lettere di Maroncelli e Pellico dirette proprio a Carlotta e Teresa, contenenti appassionate dichiarazioni d'amore, ma anche allusioni politiche che valsero alle due attrici una convocazione in tribunale a Venezia nel febbraio del 1821. Rilasciate dopo un interrogatorio che aveva lo scopo di chiarire il titolo di cugini che Pellico e Maroncelli si davano nelle lettere, ma anche quale fosse davvero la consapevolezza politica di Angelo Canova, le due attrici capirono che per loro una stagione si era chiusa e che Milano non sarebbe più stata la città dei vivaci dibattuti tra classici e romantici e che la censura austriaca divenuta più severa avrebbe influito negativamente anche sul loro lavoro, vietando la rappresentazione delle tragedie di alcuni autori di idee liberali come Manzoni e Pellico.

## Dall'ingresso nella Compagnia Reale Sarda all'abbandono delle scene
Scioltasi la Compagnia Marchionni nel 1821, Carlotta entrò dopo lunghe trattative come prima attrice nella Compagnia Reale Sarda dove rimase fino al suo ritiro dalle scene nel 1840, sostenendo prima il ruolo di prima attrice accanto a Luigi Vestri e poi negli ultimi anni di carriera quello di madre nobile.
Dopo il ritiro divenne insegnante presso l'Accademia Filodrammatica di Torino e tornò alcune volte in scena per beneficenza come nel 1843 quando interpretò di nuovo a dieci anni esatti dalla prima la tragedia "Gismonda da Mendrisio" del Pellico.

## Rapporti familiari e vita sentimentale
Carlotta Marchionni rimase sempre molto legata alla madre, deceduta nel 1836 e alla cugina Teresa che fu per breve tempo la fidanzata del Pellico e protesse sempre con grande impegno la propria vita sentimentale da indiscrezioni e maldicenze, riuscendo a dare di sé l'immagine di una donna casta e dedita totalmente alla sua carriera teatrale e così la ricorda anche la sua allieva ed amica Adelaide Ristori nelle proprie Memorie.
In tempi recenti la scoperta di una serie di lettere ha portato, però, alla rivelazione di alcune storie sentimentali finora ignote o quasi della Marchionni, dalla relazione con il nobile milanese e attore dilettante Giulio Caponago, risalente all'estate/autunno del 1820 (all'epoca Caponago era rivale in amore del musicista e patriota Piero Maroncelli, anche egli innamorato di Carlotta) fino ad una breve relazione con l'egittologo Ippolito Rosellini, risalente al 1824.
Tra gli amori di Carlotta rientra anche la passione per il suo maestro e compagno in scena, l'attore Fernando (Ferdinando) Meraviglia, databile ai primi anni della sua carriera.
Negli anni '30 dell'800, infine, la Marchionni ebbe una lunga e tormentata relazione sentimentale con l'architetto mantovano Rodolfo Vantini che avrebbe voluto per sposarla un abbandono delle scene da parte di Carlotta che lei in quel momento non si sentiva ancora di affrontare.
A Torino il salotto letterario di Carlotta era frequentato dall'avvocato e scrittore Angelo Brofferio ed è stato ipotizzato di recente che una poesia dialettale del Brofferio sia stata ispirata dal suo amore per Carlotta anche se il tono con cui Brofferio parla della Marchionni nel libro autobiografico Ai miei tempi fa pensare più ad un rapporto di amicizia che ad una relazione sentimentale.
Carlotta ha avuto una sorella attrice Giuseppina, deceduta prematuramente nel 1816 per cui scrisse l'epitaffio lo scrittore Pietro Giordani, amico di famiglia ed un fratello Luigi Marchionni che per contrasti con la madre si trasferì a Napoli e fondò una propria compagnia, specializzandosi nell'adattamento per le scene italiane di commedie francesi.
In tarda età Carlotta si impegnò per dare sostegno alla femminista provenzale Clementina De Como, autrice di Emancipation de la femme (Torino, Arnaldi, 1853).